# Charles Gottfried Bunge

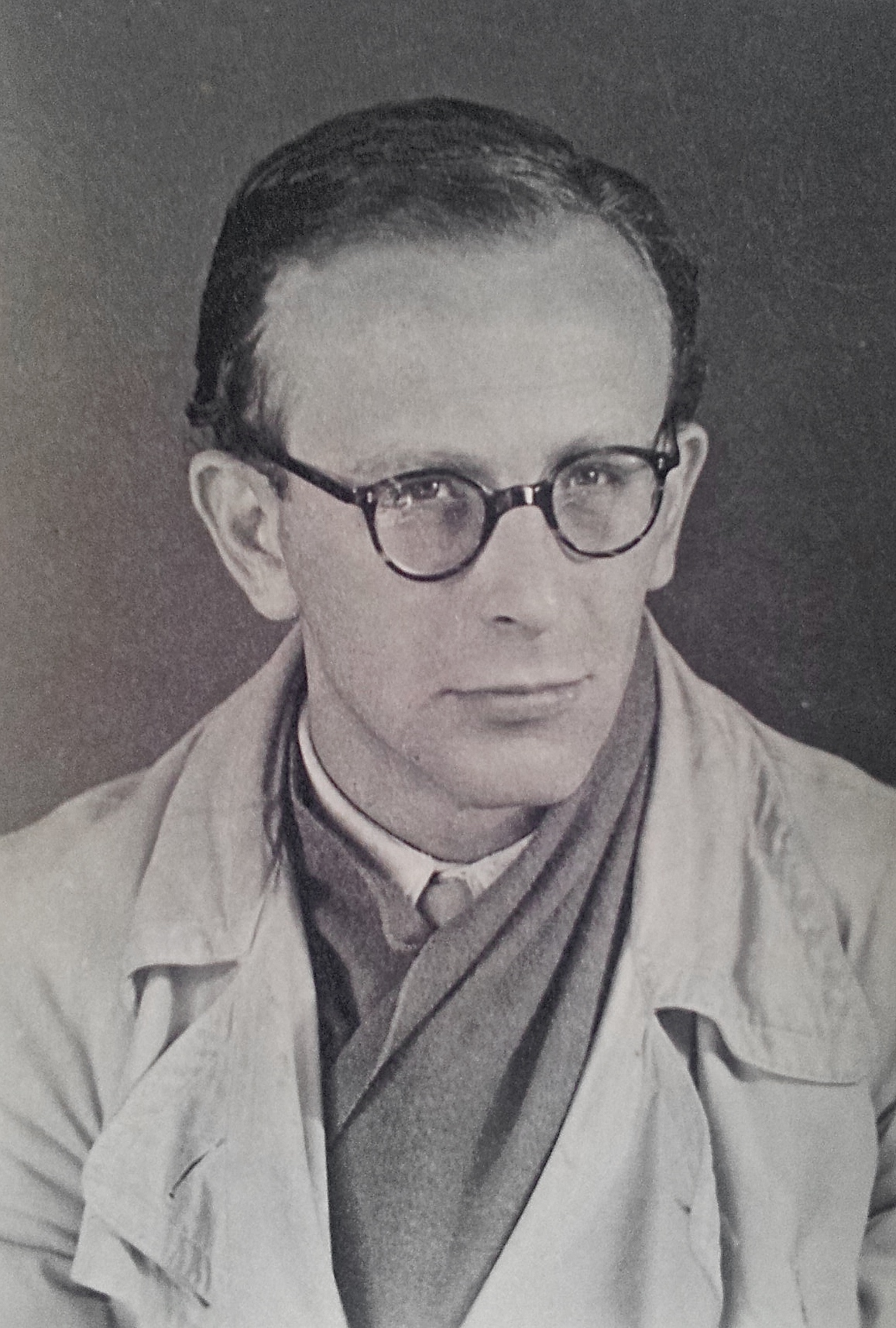
Charles Bunge

Charles Gottfried Bunge (* 14. Oktober 1920 in München; † 25. Dezember 1964 in Emmering) war ein deutscher Bildhauer, Emailkünstler und Maler in Emmering bei Fürstenfeldbruck.

## Leben
Charles Bunge wurde in München als Sohn des Metallkünstlers Albert Gustav Bunge und der aus London stammenden Claire Mellin geboren. Er hatte einen jüngeren Bruder, Gustav, der 1944 mit 21 Jahren in Frankreich fiel. Die Eltern führten in Emmering eine Metallkunstwerkstatt für Messing-, Kupfer- und Bronzearbeiten. Da beiden sich intensiv um ihre Firma kümmern mussten, waren die Söhne oft auf sich allein gestellt. Die Großmutter, die sich um sie kümmerte, war sehr religiös und vermittelte vieles davon auch den Kindern. Charles galt als eigenwillig. Er folgte dem Vater in dessen künstlerischer Laufbahn und wurde Maler, Bildhauer und Emailkünstler. Anfangs arbeitete er in der väterlichen Werkstatt mit. Seine Ausbildung war mehr autodidaktisch orientiert und von seinem Freund und Lehrmeister Willi Baumeister (1889–1955) inspiriert. Dieser stieß, als Vertreter der gegenstandslosen Malerei in den 1920er bis 1950er Jahren, Bunges Hinwendung zur Abstraktion an. 1952 heiratete Charles Bunge die Malerin Elisabeth Wargau aus Fürstenfeldbruck und gründete mit ihr zusammen die Werkstatt „Bunge-Wargau“ in Emmering. Aus der Ehe gingen zwei Kinder hervor: Daniel (geb. 1956), der ebenfalls malte, und Rena (1958–2014), die als Goldschmiedin tätig war.
Von seinem Kriegseinsatz an der russischen Front behielt Charles Bunge neben abgefrorenen Füßen ein Kriegstrauma, Nervenrheuma und dadurch eine Wetterfühligkeit zurück. Diese Erlebnisse prägten seine politischen und moralischen Ansichten sowie sein gesellschaftliches Engagement. Er engagierte sich in der Friedensbewegung der 1950er und 1960er Jahre, kämpfte gegen die Wiederbewaffnung der BRD und half Kriegsdienstverweigerern bei ihren Begründungen. Er war Mitglied der Kommunistischen Partei und der Buddhistischen Gesellschaft. Zudem war Bunge Vegetarier.
Am 25. Dezember 1964 starb er im Alter von 44 Jahren an den Folgen eines Herzinfarktes.

## Künstlerisches Schaffen
Charles und Elisabeth (auch unter dem Namen Liesl Bunge bekannt) waren in ihrer eigenen Werkstatt auf dem Gebiet der Emailkunst tätig und schufen Uhren, Kruzifixe, Tabernakel und Schmuckstücke in Email. Bis etwa Anfang der 1960er-Jahre war „Bunge-Wargau“ hin und wieder bei der Ausstattung von modernen Kirchen und Klöstern beteiligt, darunter die Pfarrkirche St. Sebastian in Plech-Bernheck und St. Joachim in München-Obersendling. Ein sehr wichtiger Auftrag wurde vom Universitätsbauamt ausgeführt, sechs Türgriffleisten für das Maximilianeum in München, mit den stilisierten Ansichten der größten bayerischen Städte. Charles war in seinem leider nur kurzen Leben künstlerisch sehr vielfältig und produktiv. Neben seinen Türgriffen ist im Nachlass eine Vielzahl von privat entstandenen Gemälden, Zeichnungen, Skizzen, Entwürfen und sonstigen Objekten erhalten; nebenbei schrieb er auch Texte und Gedichte.